# Flex fuel

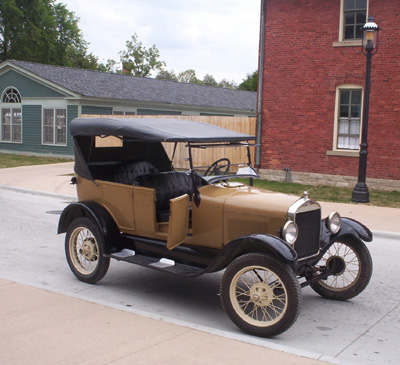
La Ford T fut le premier véhicule commercial polycarburant. Son moteur était capable de fonctionner avec de l’essence, de l’éthanol ou un mélange des deux.

La technique dite Flex fuel (ou flexfuel) désigne un système d'alimentation et carburation d'un moteur à combustion non diesel lui permettant d'utiliser indifféremment des carburants aussi variés que l'essence, le bioéthanol ou un mélange des deux pour un taux d’éthanol compris entre 0 % et 100 % en volume ; ces véhicules sont spécialement conçus ou adaptés pour fonctionner indifféremment au superéthanol (E85) et/ou au super sans plomb.
Les véhicules Flex fuel adaptent automatiquement leur fonctionnement pour tout mélange d’essence et d’éthanol pur ;  d’où le suffixe « Flex » qui évoque leur flexibilité. Ce système a été inventé et mis au point par l'équipementier italien Magneti Marelli, filiale du groupe Fiat, pour les besoins du marché brésilien. Les moteurs acceptent aussi un certain taux de condensat de gaz naturel (qui est notamment utilisé pour dénaturer l'alcool).
Cette technique est l’une de celles qui équipent les véhicules dits « polycarburant » ou véhicules à carburant modulable (VCM). Le terme anglophone « Flex fuel », couramment utilisé pour désigner tout type de véhicule polycarburant, désigne en français une technique particulière de moteur polycarburant.

## Historique
Après avoir mis au point la carburation avec de l'alcool (éthanol) sur la Fiat 147 au Brésil dès 1976, le groupe Fiat avec sa filiale Magneti Marelli a breveté le système Flex fuel ainsi que le système TetraFuel qui équipe quasiment tous les modèles automobiles du groupe Fiat construits au Brésil. Un capteur analyse le type de carburant présent dans le conduit d'alimentation et fait calculer à la centrale électronique d'injection le réglage qui correspond.
Au Brésil, depuis 2005, le nombre d'automobiles vendues équipées du système Flex fuel a dépassé celui des voitures traditionnelles à essence, ce qui s'explique par un prix de l'alcool à la pompe deux fois moins cher que l'essence. Aucun pays n'a autant développé ce type de carburant alternatif que le Brésil, où les cultures n'ont pas encore privé le pays des ressources agricoles pour la nourriture humaine.
Ce n'est qu'à partir du mois de mai 2003 que Volkswagen a lancé son premier modèle équipé d'un moteur Flex. Deux mois plus tard, ce fut le tour de Chevrolet.

## Diffusion

### En Europe

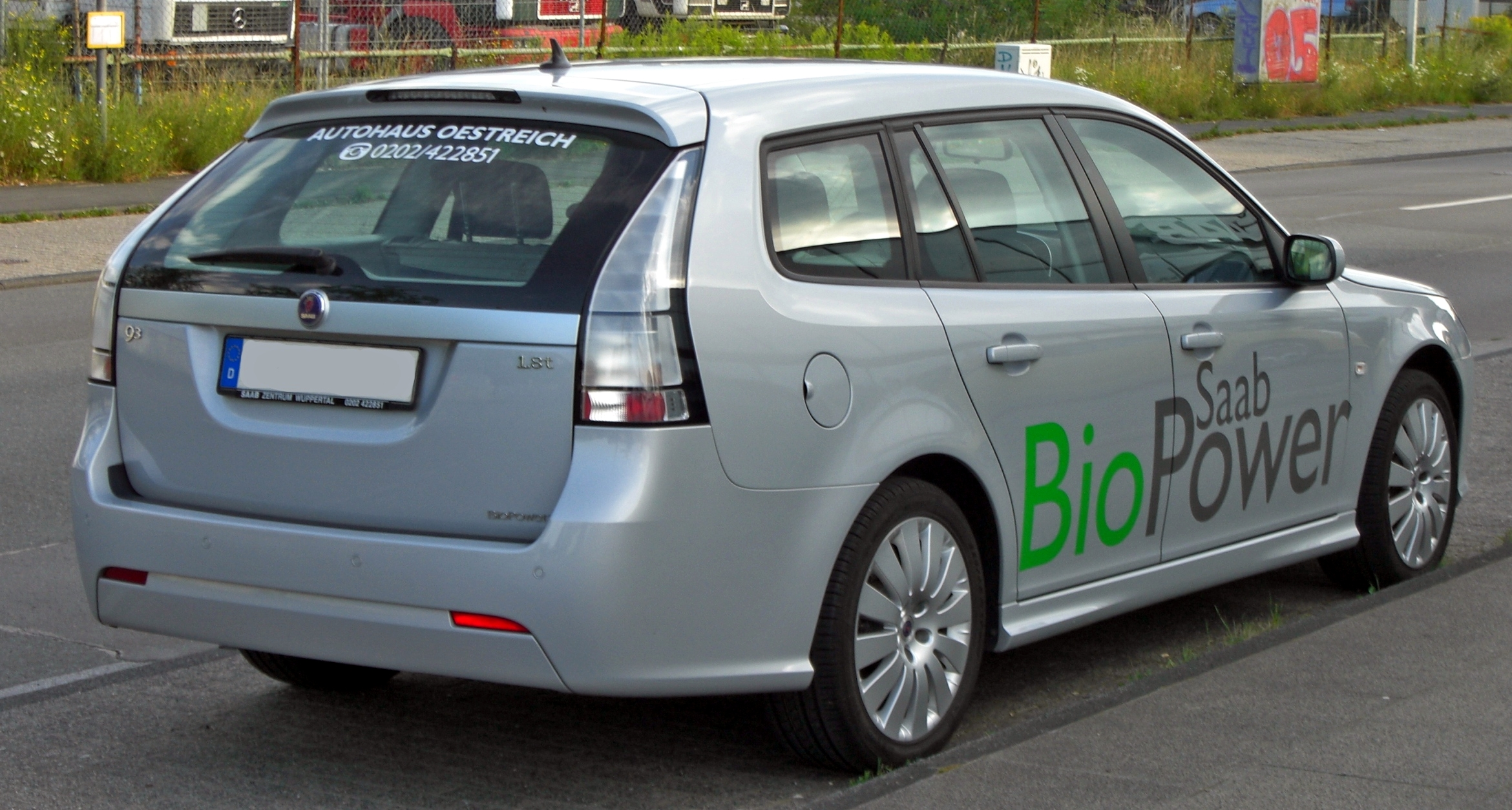
Saab 9-3 BioPower vendue en Suède depuis 2007.

La Suède a été le premier pays à favoriser la commercialisation de biocarburants pour introduire la technique Flex fuel. Ford a lancé le modèle Taurus avec un moteur Flex, suivi en 2005 par Saab et Volvo.
Il est vraisemblable que l'Europe ne pourra jamais consacrer les surfaces agricoles suffisantes pour produire le bioéthanol à un prix compétitif sans aides ou subventions massives.

### En France
La France commercialise des véhicules équipés d’origine d’un moteur flexfuel (neuf avec VW Golf MultiFuel, Golf Sportsvan MultiFuel, Golf SW MultiFuel, Jeep Grand Cherokee ou d’occasion avec des modèles Renault, Dacia, Peugeot, Citroën, Ford, Volvo, Saab, etc.).
Depuis 2007, des boîtiers de conversion au superéthanol sont vendus et peuvent être installés sur de nombreux véhicules essence, mais très peu utilisent une sonde de carburant pour que le véhicule soit FlexFuel. Seul le kit de conversion eFlexFuel, produit en Finlande utilise ce procédé depuis 2012. En 2017, ces boîtiers sont compatibles avec tous les véhicules essence à injection en circulation depuis 2001, soit 80 % des voitures essence (voitures essence Euro 3 minimum, compatibles E10, jusqu’à 14 CV). Plusieurs entreprises françaises proposent des systèmes de conversion au E85, comme Biomotors, FlexFuel Energy Development  et Arm engineering qui n'ont cependant pas forcément de sonde carburant, et donc pas Flex-Fuel. Depuis 2018, certains boîtiers sont désormais homologués ou sur le site bioethanolcarburant.com qui regroupe tous les kits éthanol homologués.
En France, à la fin de l'année 2017, la Direction générale de l'Énergie et du Climat (DGEC) et le Syndicat national des producteurs d’alcool agricole (SNPAA), en collaboration avec des entreprises du secteur, ont été à l’origine de l’arrêté d’homologation des boîtiers de conversion au superéthanol et de leur installation. Il est publié au Journal officiel le 15 décembre 2017 par le ministère de la Transition écologique et solidaire et le ministère de l’Intérieur. Cet arrêté offre un cadre réglementaire et prévoit l’homologation des matériels testés et validés par l’Union technique de l'automobile, du motocycle et du cycle (UTAC) pour permettre au consommateur de profiter des avantages liés à ce carburant (obtention de la carte grise simplifiée, gratuite ou à moitié prix selon les préfectures, dispense de la circulation différenciée en Île-de-France en cas de pics de pollution, abattement de 40 % sur les émissions de CO2 inférieures à 250 g/km pour le calcul du malus écologique). Avec l’homologation, le marché des boîtiers de conversion devrait connaître un essor important en raison du prix de l’E85, en permettant d’économiser plus de quarante centimes par litre par rapport au SP95.

## Critiques
L'utilisation du flexfuel est cependant critiquée :
- la prise en compte du changement d'affectation des sols grève l'écobilan de ces agrocarburants de première génération. Des recherches portent sur des carburants dits de seconde ou troisième génération (produits à partir d'algues ou de micro-organismes déchets agricole, manioc, champignons...).

## Avantages
Cependant, une étude de l'Ademe de 2002 précise que la filière bioéthanol restitue actuellement deux fois plus d’énergie qu’elle ne consomme d’énergie non renouvelable, et que seul 1 % de la surface agricole utile est exploitée pour l'éthanol. La production d’E85 permettrait une réduction nette d’émissions de CO2 de 40 % par rapport à l’essence.
La production de bioéthanol ne participe pas à la déforestation et n'utilise pas d'huile de palme comme pour le biodiesels.
la surface utilisée pour les carburants végétaux affecte moins de 1% la production d'alimentaire. L'utilisation d'E85 (superéthanol) dans les véhicules Flex fuel offre une alternative plus écologique en réduisant les émissions de gaz à effet de serre.